# Jutta Hipp
Jutta Hipp (Leipzig, Alemanha, 4 de fevereiro de 1925 – Queens, Nova Iorque, 7 de abril de 2003) foi uma pianista de jazz e pintora alemã. No ramo da música, ela enquadrou-se nos estilos bebop e cool jazz.
Estudou pintura em Leipzig, Alemanha, mas tornou-se interessada a tocar jazz, no início da década de 1940 e formou seu próprio grupo em Munique após a Segunda Guerra Mundial. Após a Guerra, ela trabalhou com Hans Koller por um tempo e chegou a gravar para a Blue Note com sua própria banda, em 1954. Ela também liderou um quinteto, em que o irmão de Albert Mangelsdorff, Emil, foi um dos membros mais proeminentes. Em 1954 tocou com Attila Zoller.